# IC 3927
IC 3927 је елиптична галаксија у сазвјежђу Хидра која се налази на листи објеката дубоког неба у Индекс каталогу.
Деклинација објекта је - 22° 52' 34" а ректасцензија 12h 58m 10,4s. Привидна величина (магнитуда) објекта IC 3927 износи 12,6 а фотографска магнитуда 13,6. IC 3927 је још познат и под ознакама ESO 507-58, MCG -4-31-12, AM 1255-223, PGC 44419.